# Трипольський Стефан Федорович
Стефан Федорович Трипольський (23 грудня 1899, Бобров — 14 січня 1987, Запоріжжя) — заслужений будівельник УРСР, почесний громадянин Запоріжжя.

## Біографія
Народився 23 грудня 1899 року в місті Боброві (тепер Воронезької області Росії).
- у 1920—1922 роках служив у Червоній армії;
- у 1922—1932 роках — робітник, монтер Всесоюзного електричного об'єднання у Харкові;
- у 1932 році закінчив Харківський робітничий інститут, інженер;
- у 1932—1941 роках — виконроб, начальник дільниці, начальник технічного відділу, головний інженер Нижньотагільського управління «Уралелектромонтаж»;
- у 1945—1961 роках — головний інженер, директор 51-го особливого проектно-монтажного управління тресту «Південьелектромонтаж»;
- у 1961—1970 роках — керуючий трестом «Запоріжжяелектромонтаж».

Обирався членом виконкому Запорізької районної ради, депутатом Запорізької райради.
Помер 14 січня 1987 року в Запоріжжі.

## Відзнаки
Нагороджений двома орденами Трудового Червоного Прапора, орденом «Знак Пошани», медалями.
Заслужений будівельник УРСР (з 1964 року); почесний громадянин Запоріжжя (звання присвоєно рішенням Запорізької міської ради № 524 від 26 жовтня 1967 року).